# Contoderopsis
Contoderopsis es un género de escarabajos longicornios de la tribu Acanthocinini.

## Especies
- Contoderopsis aurivillii Breuning, 1956
- Contoderopsis luzonica Breuning, 1970